# Liste der Biografien/Gaa
Liste der Biografien |
Portal Biografien |
Personensuche
# |
A |
B |
C |
D |
E |
F |
G |
H |
I |
J |
K |
L |
M |
N |
O |
P |
Q |
R |
S |
T |
U |
V |
W |
X |
Y |
Z |
?
 
Ga |
Gb |
Gc |
Gd |
Ge |
Gf |
Gh |
Gi |
Gj |
Gk |
Gl |
Gm |
Gn |
Go |
Gp |
Gq |
Gr |
Gs |
Gu |
Gv |
Gw |
Gy |
Gz
 
Gaa |
Gab |
Gac |
Gad |
Gae |
Gaf |
Gag |
Gah |
Gai |
Gaj |
Gak |
Gal |
Gam |
Gan |
Gao |
Gap |
Gaq |
Gar |
Gas |
Gat |
Gau |
Gav |
Gaw |
Gax |
Gay |
Gaz
Die Liste der Biografien führt alle Personen auf, die in der deutschsprachigen Wikipedia einen Artikel haben. Dieses ist eine Teilliste mit 48 Einträgen von Personen, deren Namen mit den Buchstaben „Gaa“ beginnt.

## Gaa
- Gaa, Lothar (1931–2022), deutscher Politiker (CDU), MdL
- Gaa, Phoebe (* 1981), deutsche Fernsehmoderatorin und -journalistin
- Gaa, Roberto (* 1962), philippinischer Geistlicher und römisch-katholischer Bischof von Novaliches
- Gaa, Valentin (1905–1985), deutscher Jurist und Politiker (CDU), MdL

### Gaab
- Gaab, Christian (1828–1901), deutscher Kommunalpolitiker; Ehrenbürger von Wiesbaden
- Gaab, Johann Friedrich (1761–1832), Theologe, Hochschullehrer sowie Prälat und Generalsuperintendent von Tübingen
- Gaab, Larry (* 1950), US-amerikanischer Komponist
- Gaab, Ludwig Friedrich (1800–1869), deutscher Architekt, württembergischer Baubeamter

### Gaae
- Gaaei, Anton (* 2002), dänischer Fußballspieler

### Gaag
- Gaag, Dmitri (* 1971), kasachischer Triathlet
- Gaag, Florian (* 1971), deutscher Regisseur und Drehbuchautor
- Gaag, Hein van der (1937–2022), niederländischer Boogie-Woogie- und Jazzmusiker (Piano, Komposition)
- Gaag, Lotti van der (1923–1999), niederländische Bildhauerin und Malerin
- Gaag, Mitchell van der (* 1971), niederländischer Fußballspieler und -trainer
- Gaag, Wolfgang (* 1943), deutscher Hornist

### Gaah
- Gaahl (* 1975), norwegischer SängerGaahl (* 1975)

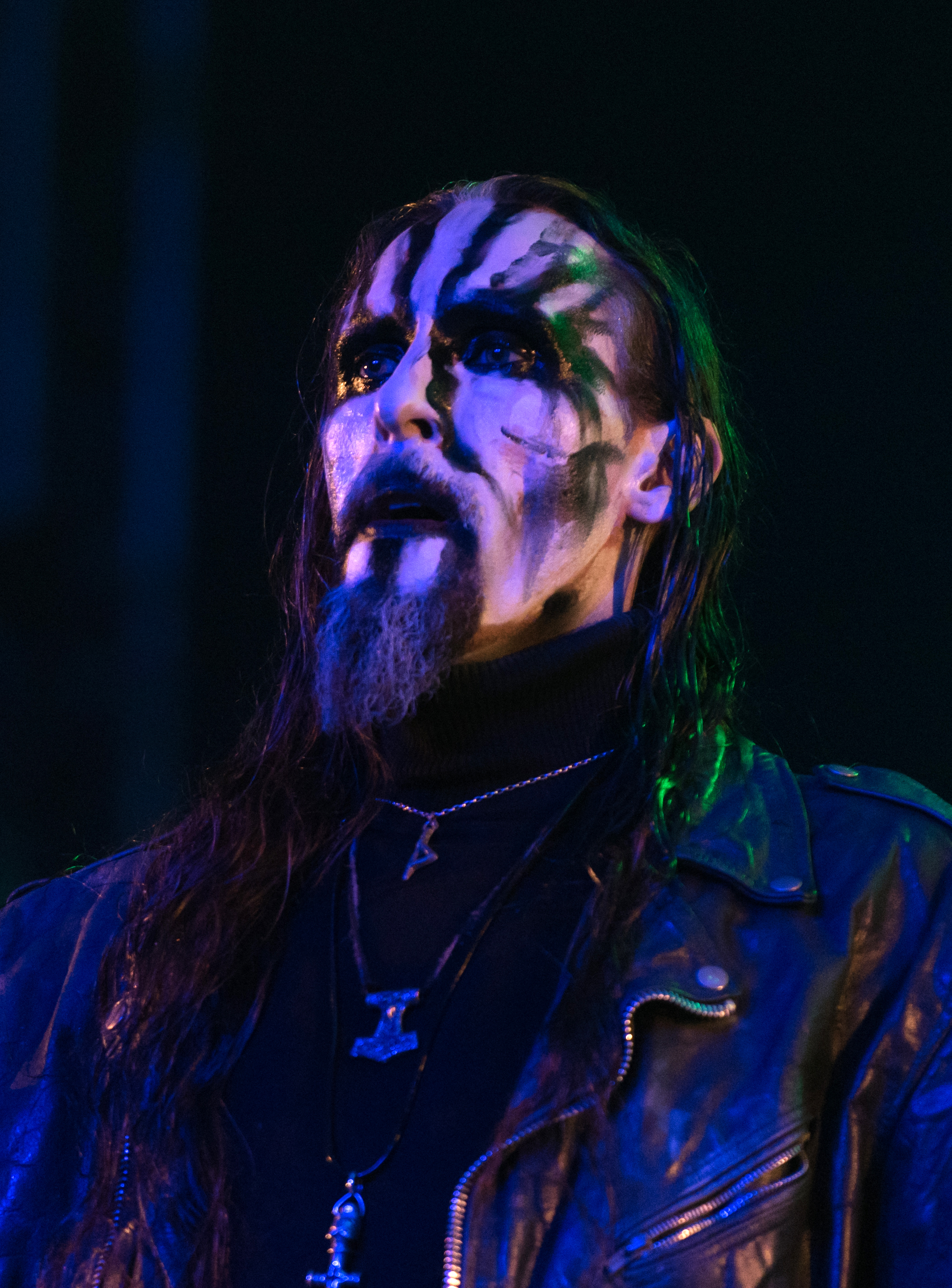
Gaahl (* 1975)

### Gaal
- Gaal, Aufrührer in der Stadt Sichem
- Gaál, Anton (* 1940), österreichischer Beamter und Politiker (SPÖ), Landtagsabgeordneter, Abgeordneter zum Nationalrat
- Gaál, Attila (* 1944), ungarischer Archäologe
- Gaal, Botond von (* 1961), deutscher Schauspieler, Regisseur und Synchronsprecher
- Gaál, Franz (1891–1956), österreichischer Maler
- Gaal, Franziska (1903–1972), ungarische Schauspielerin
- Gaál, Gaszton (1868–1932), ungarischer Großgrundbesitzer, Politiker und Ornithologe
- Gaal, Georg von (1783–1855), österreichisch-ungarischer Schriftsteller und Übersetzer
- Gaál, Gyöngyi (* 1975), ungarische Fußballschiedsrichterin
- Gaál, István (1933–2007), ungarischer Filmregisseur
- Gaal, Jacobus Cornelis (1796–1866), niederländischer Maler und Radierer
- Gaál, Jenő (1900–1980), ungarischer Komponist
- Gaal, József von (1811–1866), ungarischer Schriftsteller
- Gaál, Kathrin (* 1976), österreichische Politikerin (SPÖ), Landtagsabgeordnete
- Gaal, Lisl (1924–2024), österreichisch-amerikanische Mathematikerin und Hochschullehrerin
- Gaal, Louis van (* 1951), niederländischer Fußballspieler und -trainerLouis van Gaal (* 1951)

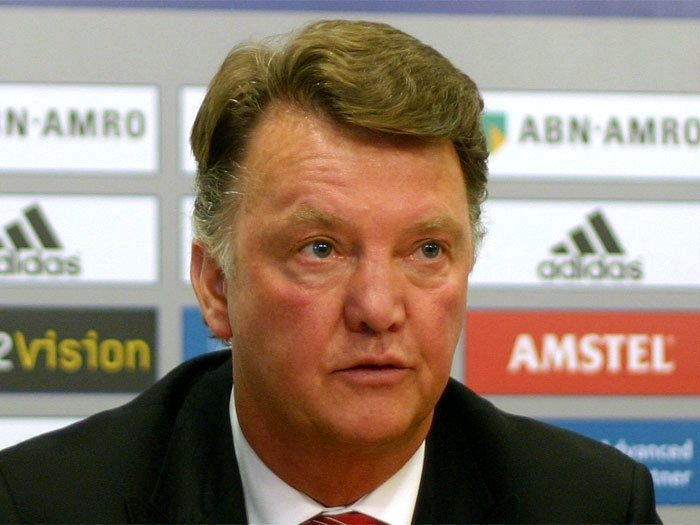
Louis van Gaal (* 1951)

- Gaál, Miklos (* 1974), finnischer Fotograf
- Gaal, Pieter (1770–1819), niederländischer Maler und Radierer
- Gaal, Steven (1924–2016), ungarisch-US-amerikanischer Mathematiker
- Gaal, Thomas (1739–1817), niederländischer Maler mit schottischen Wurzeln
- Gaal, Tom (* 2001), deutscher Fußballspieler

### Gaar
- Gaar, Emil (1883–1953), österreichischer Altphilologe
- Gaar, Reiner (* 1958), deutscher Komponist, Kirchenmusikdirektor und Dozent
- Gaarden, Marianne (* 1964), dänische lutherische Theologin und Bischöfin
- Gaarder, Jostein (* 1952), norwegischer SchriftstellerJostein Gaarder (* 1952)

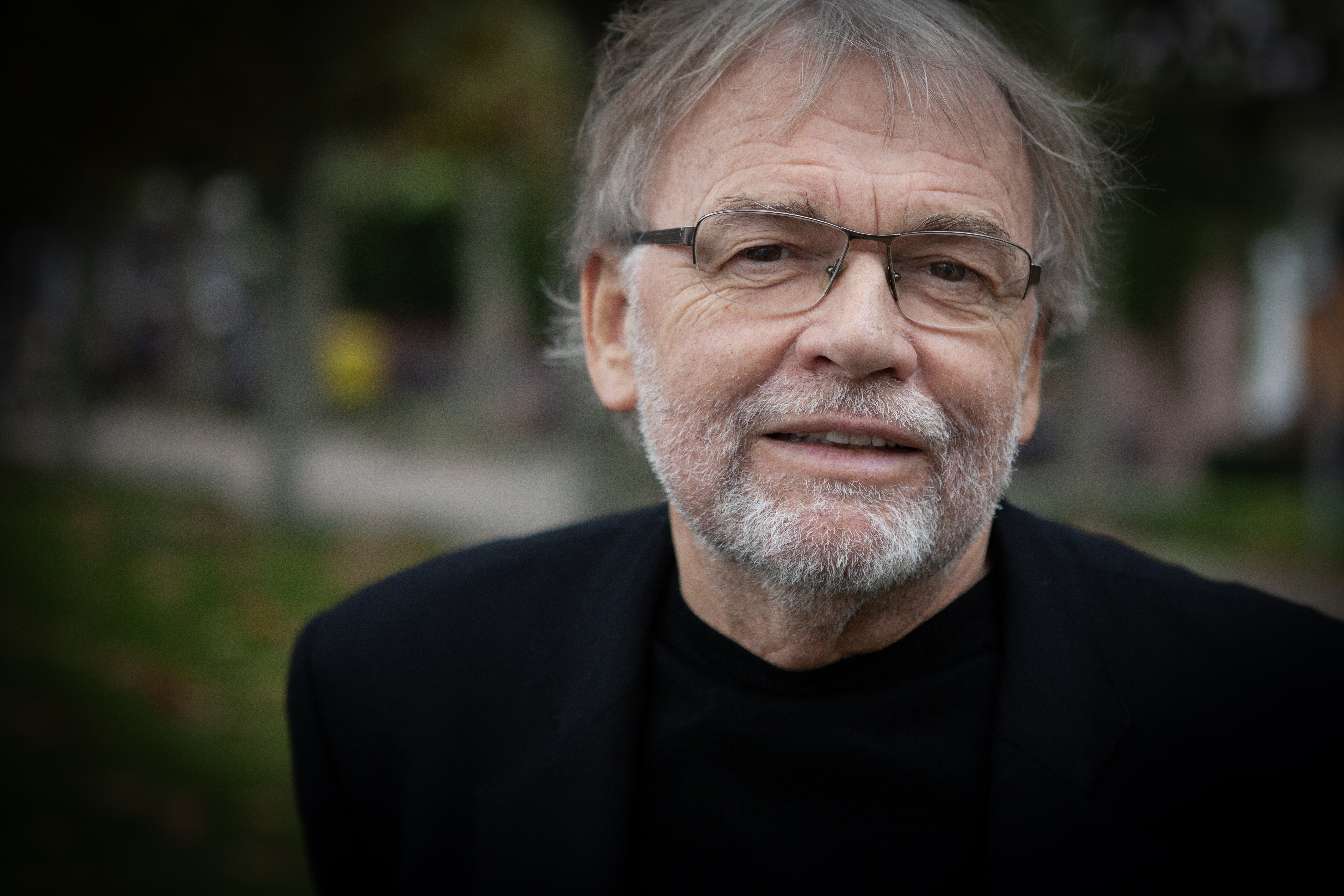
Jostein Gaarder (* 1952)

- Gaarmann, Sara Langebæk (* 1992), dänische Schauspielerin
- Gaarz, Timo (* 1977), deutscher Politiker (CDu)

### Gaas
- Gaast, Koenraad van der (1923–1993), niederländischer Architekt

### Gaat
- Gaathon, Arie Ludwig (1898–1984), israelischer Ökonom
- Gaatz, Dietrich (* 1948), deutscher Fußballspieler

### Gaay
- Gaay Fortman, Bas de (* 1937), niederländischer Ökonom und Politiker
- Gaay Fortman, Friedrich Wilhelm de (1911–1997), niederländischer Jurist, Hochschullehrer und Politiker (ARP, CDA)